# Schloss Welda
Das Schloss Welda ist ein Barockschloss  aus dem 18. Jahrhundert in der Warburger Ortschaft Welda, Ferdinande-Von-Brackel-Straße 12. Es ist in der Liste der Baudenkmäler in Warburg eingetragen.

## Geschichte

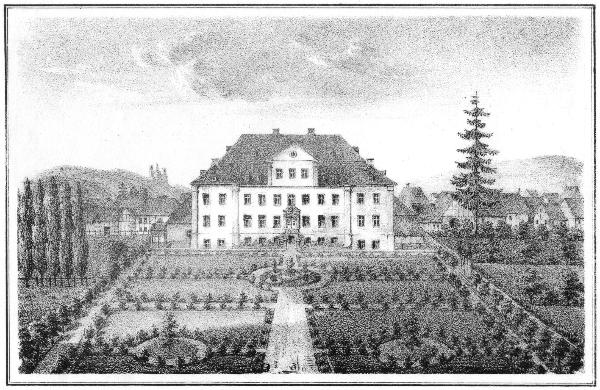
Schloss Welda um 1840

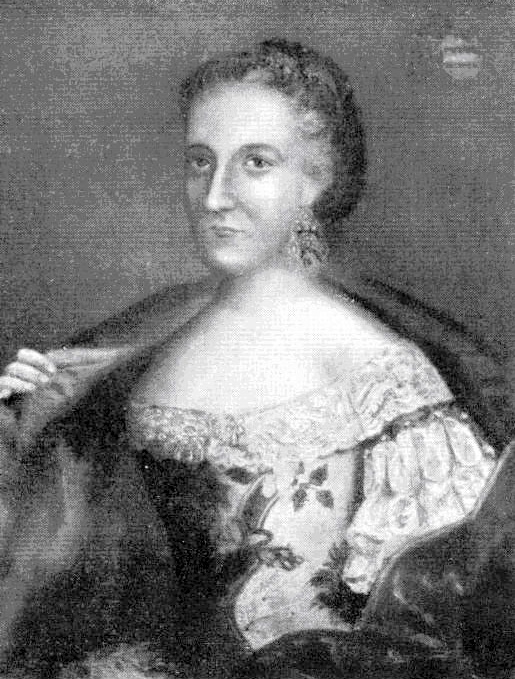
Wilhelmine von Brackel-Haxthausen ca. 1820

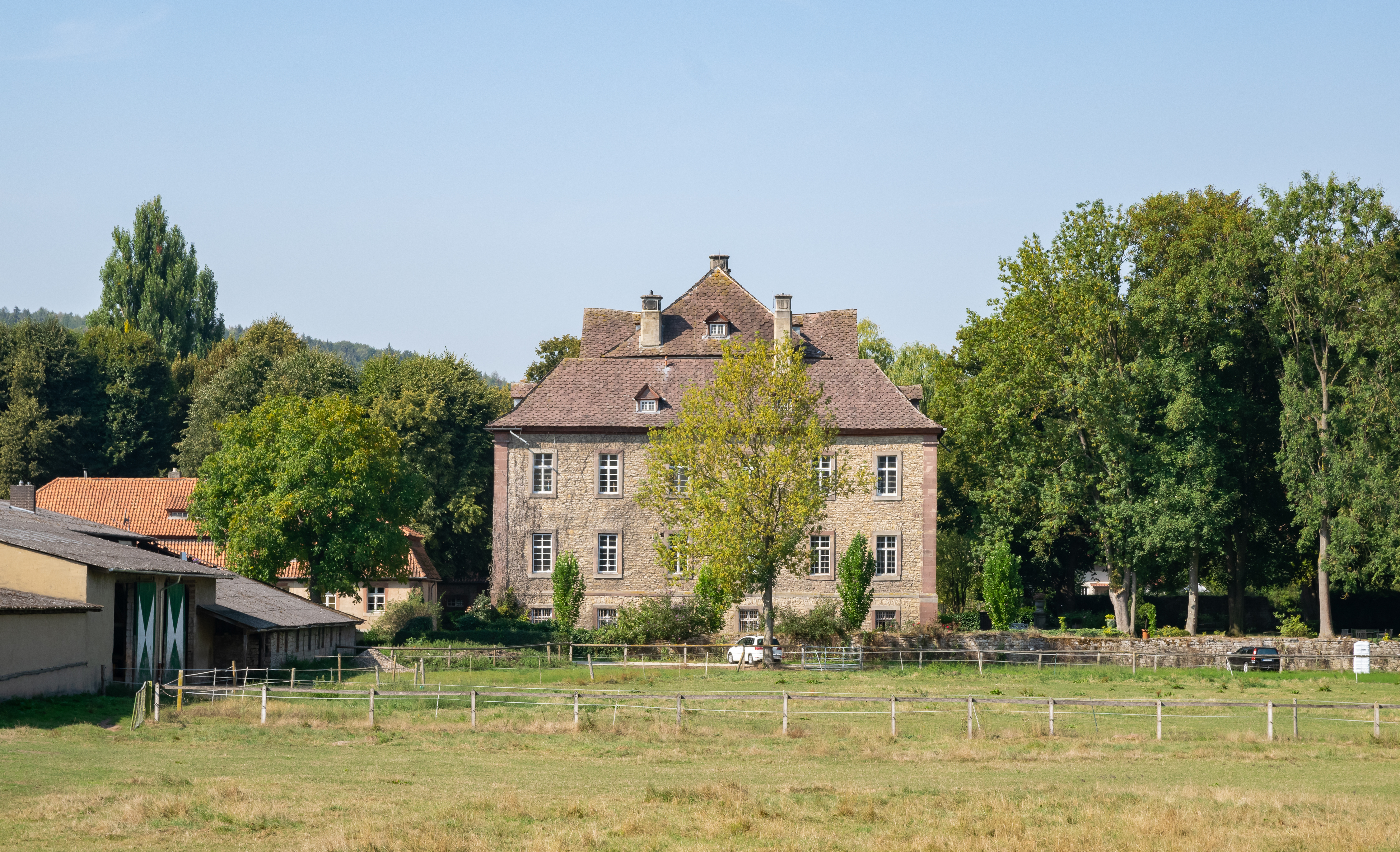
Schloss Welda, Seitenansicht

Die ersten Grundherren von Welda waren die Ritter von Wellede (1188 – um 1500).
Das Schloss wurde von 1734 bis 1737 vom Architekten Justus Wehmer erbaut. Bauherr war Hermann Adolph von Haxthausen, der Obermarschall des Hochstifts Paderborn. Das Gebäude gleicht dem Schloss Vinsebeck, beides sind Barockschlösser mit einem H-förmigen Grundriss. Der Kasseler Barockbildhauer Johann Georg Kötschau war als Künstler beauftragt, die Figuren zu schaffen. Das Schloss steht auf Holzpfählen und ist umgeben von einer Gräfte. Von 1756 bis 1763 wurden in Welda eine Orangerie und die Wirtschaftsgebäude um das Schloss gebaut. Der Schlosspark besitzt eine Fläche von etwa einem Hektar und ist ein historischer Barock- und Landschaftsgarten. Für die Gartenanlage war der Gartenkünstler Carl Hatzel verantwortlich. Aus dem Zufahrtsweg vom Süden führt eine Lindenallee mit einem Rondell vor dem Schlosseingang. Die Orangerie ist heute durch Anpflanzungen vom Gartenparterre, das in Umrissen noch existiert, optisch getrennt. Eine gartendenkmalpflegerische Wiederherstellung des Parks und der historischen Sichtachsen wurde als längerfristiges Ziel formuliert.

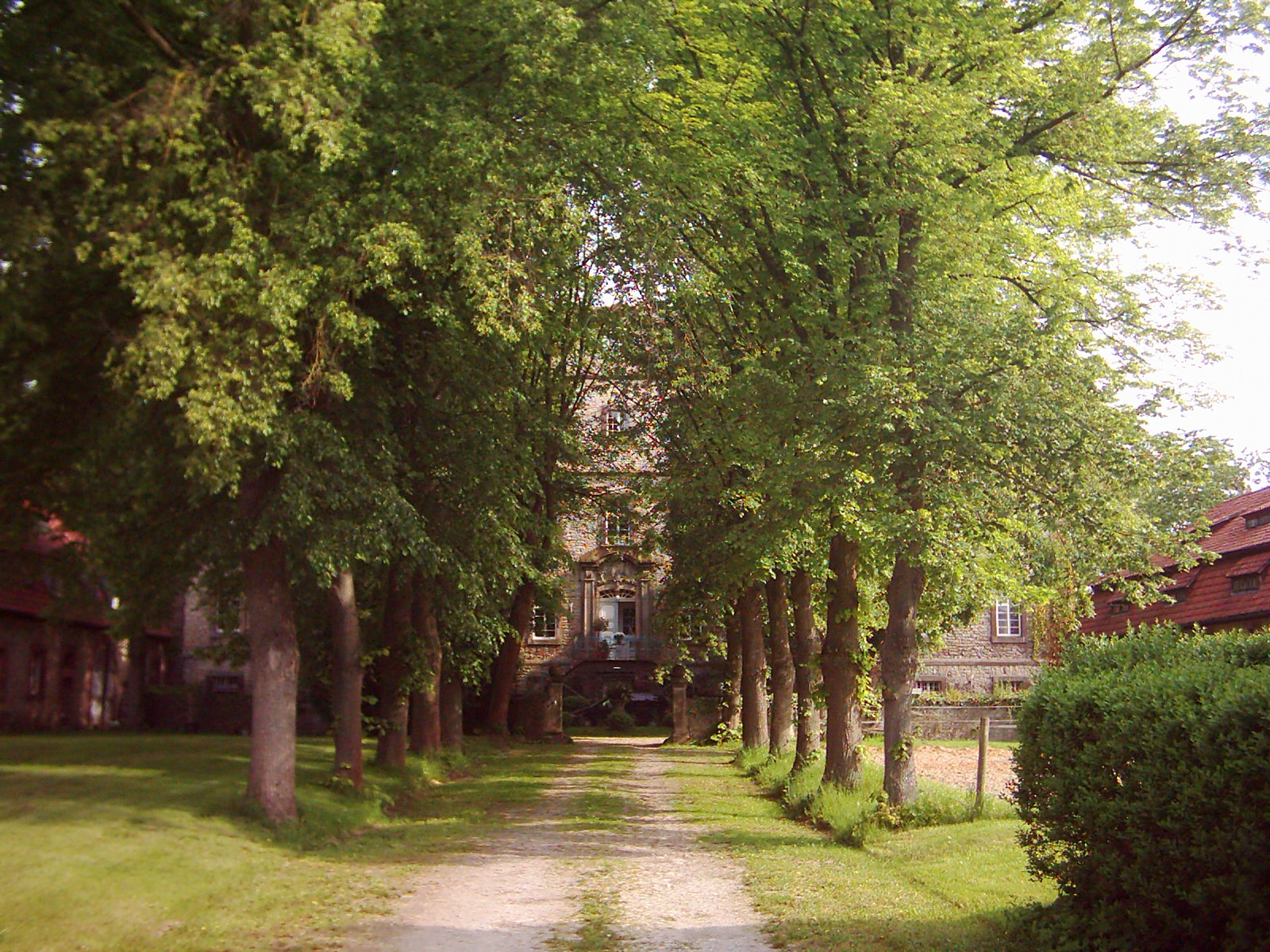
Schloss Welda Einfahrt

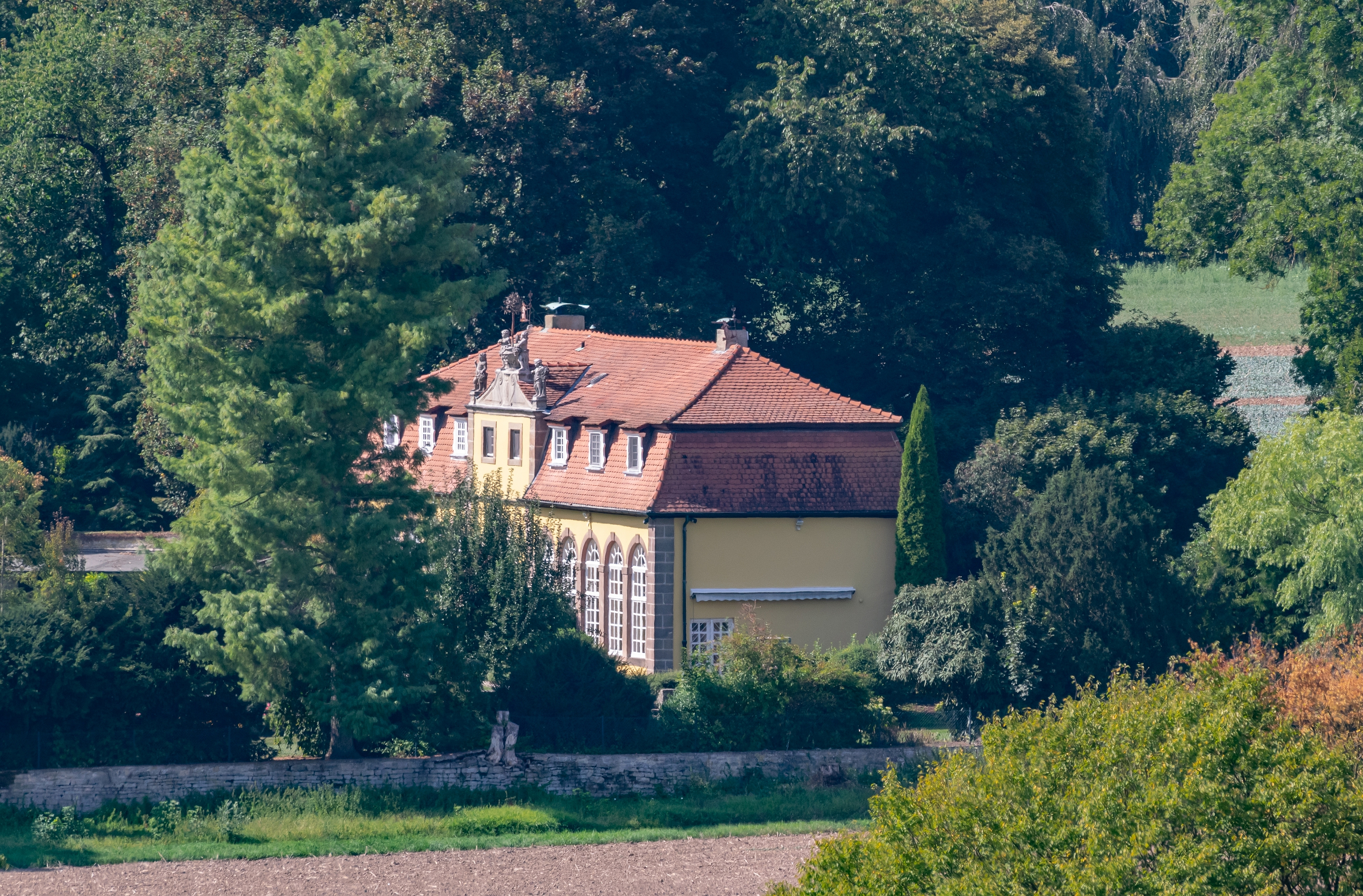
Orangerie Schloss Welda

Nach dem Tode des kinderlos gebliebenen Hermann Adolphs 1768 fiel der Besitz zunächst an seine Schwester Ludowine von Haxthausen, damals Äbtissin des adeligen Kanonissenstifts in Geseke. Es kam 1768 zu einem langjährigen, erst 1840 endgültig beigelegten, Rechtsstreit mit der Familienlinie von Haxthausen zu Bökendorf, die ebenfalls das Lehen in Welda beanspruchten. Der Rechtswissenschaftler Ludwig Pernice erstellte ein "Rechtsgutachten, betreffend die Ansprüche des Herrn Grafen Werner von Haxthausen zu Bökendorf auf das Dorf Welda und den gegenwärtigen Stand des zwischen 'gedachtem' Herrn Grafen Werner und den Geschwistern Freiherrn Franz Ferdinand von Brackel zu Welda und Freiin Maria Therese von Brackel zu Welda vor dem Königlich Preußischem Oberlandesgericht zu Paderborn 'obschwebendem' Rechtsstreit." 
Maria Therese, Witwe des Bauherrn, setzte schließlich durch, dass ihre Tochter Wilhelmine von Haxthausen (* 1765) aus einer unehelichen Beziehung mit ihrem Schwager Wilhelm Friedrich Otto von Haxthausen, die als Stiftsdame in Metelen lebte, Erbin wurde. 1788 heiratete Wilhelmine den kurbayerischen Kämmerer und Hofrat Franz Georg Ignaz von Brackel zu Breitmar und brachte den Besitz in Welda in die Ehe ein. Die Freiherren von Brackel bewohnten das Schloss über vier Generationen. Dies waren zunächst Franz Georg von Brackels Sohn Franz Ferdinand von Brackel (1790–1873) und Enkel Georg von Brackel (1828–1883), gefolgt com Urenkel Bruno Klemens Karl von Brackel (1875–1951). Nach dem Konkurs des Rittergutes 1932 erwarb der Verein für Kath. Arbeiterkolonien Westfalen die Gebäude. Im Jahr 1938 wurde Reinhard Henschel, ein Nachfahre von Carl Anton Henschel und Mitbesitzer der Maschinenbaufirma Henschel & Sohn, Besitzer des Schlosses. Ab 1950 wurde das Schloss vom Gutspächter bewohnt und erworben, der dort eine Gärtnerei betrieb. In den Jahren 1990 und 1996 wechselte das Schloss abermals den Besitzer. Der derzeitige Besitzer Klaus Fauerbach hat die Gebäude umfassend renoviert.
Heute finden im Schloss Konzerte, Kulturveranstaltungen, Pressekonferenzen sowie standesamtliche Hochzeiten (als Außenstelle des Warburger Standesamtes) statt. Der Besitz ist in privater Hand und die Schlossanlage nicht für die Öffentlichkeit zugänglich.
Schloss Welda ist die Geburtsstätte der Schriftstellerin Ferdinande von Brackel (1835–1905).